# Jägersburg (Eggolsheim)
Jägersburg ist ein Gemeindeteil des Marktes Eggolsheim im Landkreis Forchheim (Oberfranken, Bayern).

## Geografie
Das ehemalige Jagdschloss im Erlanger Albvorland liegt etwa vier Kilometer südöstlich von dessen Ortszentrum auf 361 m ü. NHN.

## Geschichte
Durch die Verwaltungsreformen zu Beginn des 19. Jahrhunderts im Königreich Bayern wurde das ehemalige Jagdschloss der Grafen von Schönborn mit dem Zweiten Gemeindeedikt 1818 ein Gemeindeteil der Ruralgemeinde Bammersdorf. Im Zuge der Gebietsreform in Bayern wurde der Ort zusammen mit der Gemeinde Bammersdorf am 1. Juli 1972 in den Markt Eggolsheim eingegliedert. In der zweiten Hälfte des 20. Jahrhunderts bestand in Jägersburg ein Altersheim, zu dieser Zeit hatte der Ort 1987 83 Einwohner. Nachdem die Nutzung aufgegeben worden war, wurde der Gebäudekomplex für Veranstaltungszwecke umgestaltet. Die Folk-Rock-Band Fiddler’s Green veranstaltet dort seit 2011 das Musikfestival Shamrock Castle.

## Sehenswürdigkeiten

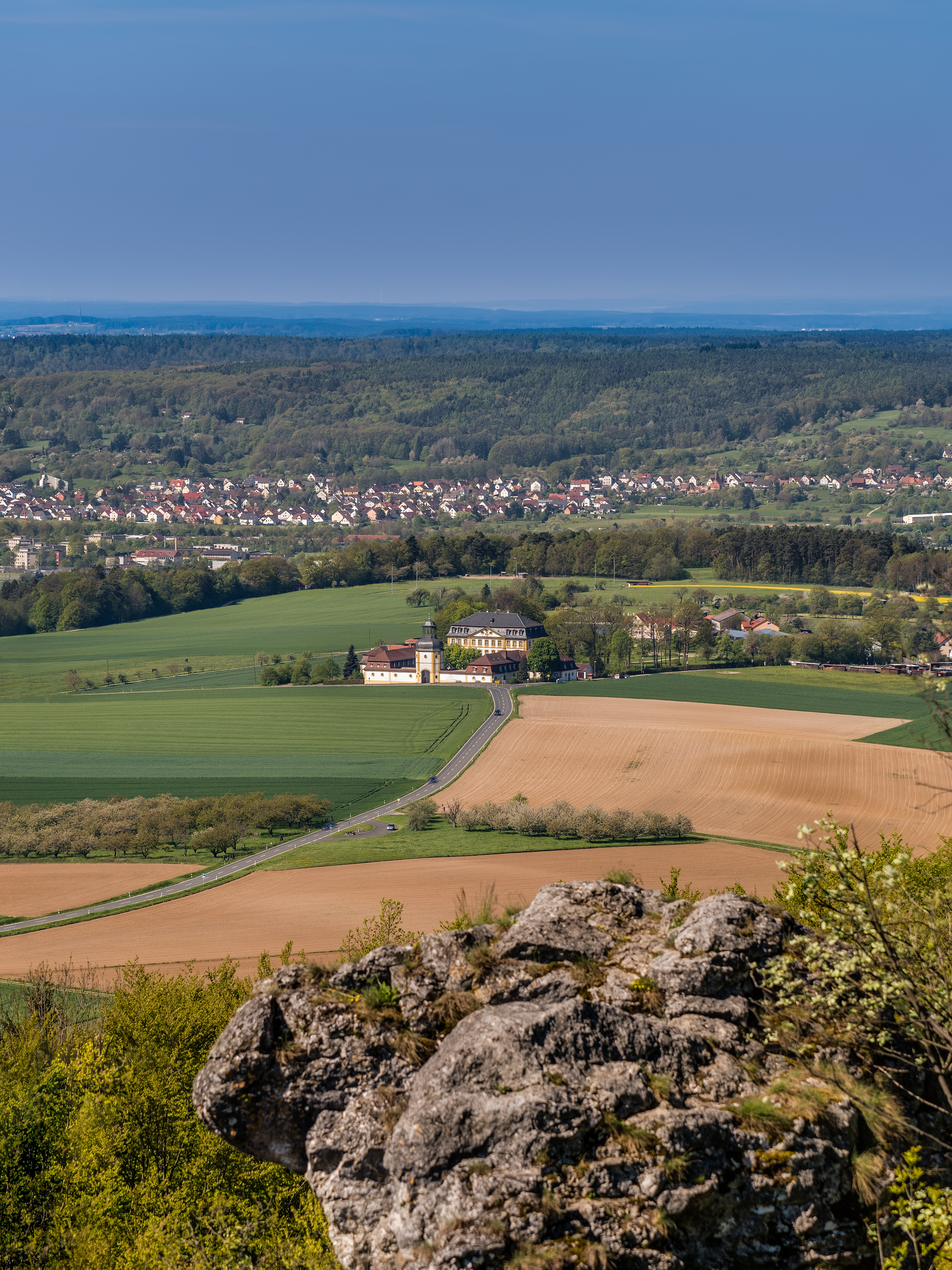
Luftbild Jägersburg

Das von 1721 bis 1728 für Lothar Franz von Schönborn nach Plänen von Anselm Franz von Ritter zu Groenesteyn errichtete Jagdschloss ist eine Barockanlage aus mehreren denkmalgeschützten Gebäudeteilen, neben dem Hauptbau unter anderem einem Torturm und einer Kapelle.